# ティム・シムノン
ティム・シムノン (Tim Simenon、1967年6月21日 - ）は、イギリスの音楽家、作曲家、音楽プロデューサー、レーベルボス。ロンドン市ブリクストン出身。ボム・ザ・ベースとしても活動していた。

## デビュー
1980年中期にロンドンのワグ・クラブでDJ活動開始。
1988年、プログラミングのパスカル・ガブリエリと「Beat Dis」を制作、ボム・ザ・ベースのデビュー・シングルとなった。BBCの番組によると経費は500ポンド、古いヒップホップ、ジミー・キャスター・バンチのファンク、『続・夕陽のガンマン』『サンダーバード』のサウンドトラックなど、72のサンプルをコラージュしてある。
リズム・キング・レコードからドロップしたシングル「Beat Dis」は全英シングルチャートで2位。コミック『ウォッチメン』から引用したアートワークはアシッド・ハウス、レイヴの分野で頻繁に模倣された。

## 最初の成功
すぐにデビュー・アルバム『Into the Dragon』を発表、3枚のシングル・カットがなされた。アルバムの謝辞は日本のレーベル「Major Force」、ニューヨークのプロデューサー・デュオのダブル・ディー・アンド・ステインスキ、イギリスのワイルド・バンチ（後のマッシヴ・アタック）、バンドの23スキドゥー、レーベルの「Ronin Records」などに捧げられている。
ヒットメーカーとしての評判が確立したのはスウェーデン出身のネナ・チェリーのシングル「バッファロー・スタンス」（1988年）がヒットしたとき。「Bomb the Bass, rock this place」というリリックを含むこの曲は全英シングルチャートで3位、全米ダンス・チャートでトップに立った。その後、ネナのデビュー・アルバム『ロウ・ライク・スシ』、セカンド・シングル「マンチャイルド」が続いた。

## ボム・ザ・ベースの3枚のアルバム
続くアルバムで生楽器を増やし、『Unknown Territory』ではロック・ギタリストを招き、『Clear』ではレゲエとダブを導入し、On-Uサウンドやタックヘッドなどの集団から多くの楽器演奏者を招いた。
湾岸戦争の時にはボム・ザ・ベースという名義が使えなくなり、ティム・シムノン名義で作品を発表していた。

## プロデューサーとして
1990年にジョン・フォックスと「Nation 12」名義で12インチ『Remember』を発表、イギリス中のレイヴで大ヒットしたほか、ビョーク、デビッド・ボウイ、マッシヴ・アタック、アッシュ、シール、コンソリデイティッド、エクトル・ザズー、ギャヴィン・フライデー、デペッシュ・モードなどをプロデュース/リミックス/共演した。
1995年、ギャヴィン・フライデーがアルバム『Shag Tobacco』からのシングル「Angel」でブレイク。同曲は映画『ロミオ+ジュリエット』のサウンドトラックに収録されるまでになり、デペッシュ・モードの2人がプロデュースを担当したシムノンに目を付けることとなった
。
1997年、シムノンはデペッシュ・モードのアルバム『ウルトラ』を担当し、ナンバーワン・ヒットとなった。「Barrel of a Gun」「It's No Good」「Home」をシングル・カット。300万枚を超えるヒットとなった。
その後、シムノンは疲れ切り、「10年以上も働きづめで燃え尽きてしまった。何のアイデアも浮かばなかった」 と言い、休暇を取った。アムステルダムに引っ越しぶらぶらしていて、Electric Tonesレーベルを始めることにする。
2000年にレーベル設立。コンピレーション『Flow Creator』を発表。

## 再びパフォーマーに

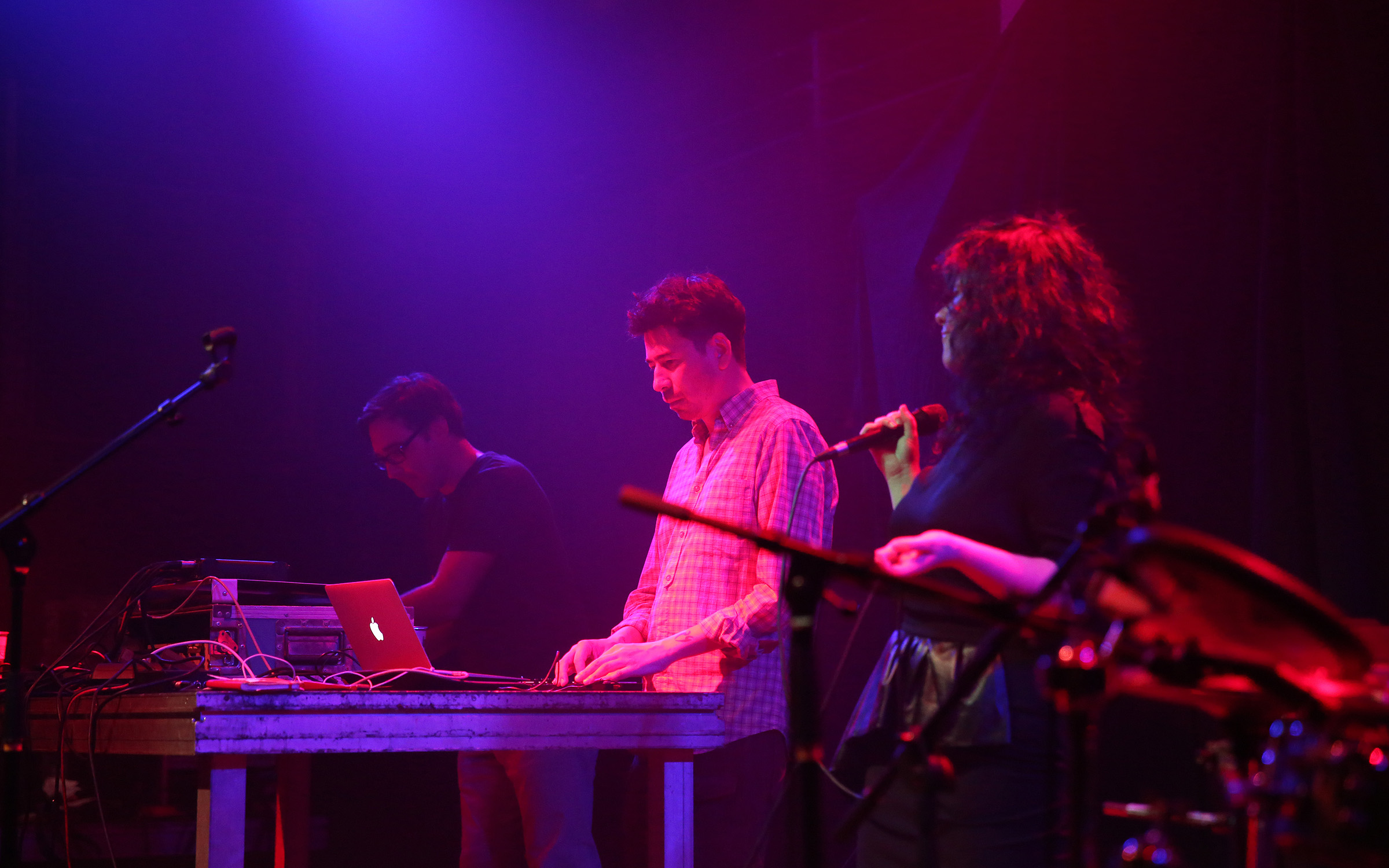
2013年、Ghost Capsulesとともに、ウィーンにて。

ドット・アリソン、バンコクのエレクトロ・バンドであるFuton、スコットランドのFangsなどを担当。
2008年の『Future Chaos』でボム・ザ・ベースを再始動。9曲入りのアルバムにはToob、ジョン・スペンサー、フジヤ&ミヤギ、マーク・ラネガンも参加した。サード・シングル「Black River」ではマーク・ラネガンをボーカルに迎えている。 

## プロデュース作品
2013年
- Bomb the Bass - In the Sun (album)

2010年
- Bomb the Bass - Back to Light (album)

2008年
- Toob - Pirate Teeth w/Bomb the Bass
- Bomb the Bass - Black River w/Mark Lanegan
- Bomb the Bass - Butterfingers w/ Fujiya & Miyagi
- Bomb the Bass - So Special
- Bomb the Bass - Future Chaos (album)
- Fangs - Fangs City Rockers
- Fangs - Panik Attak

2007年
- Futon - Strap It On
- Futon - Love So Strong
- Futon - End Of Friend

2006年
- Primal Scream - Sometimes I Feel So Lonely (remix)
- Dot Allison - Quicksand
- Dot Allison - Paper Rose
- Biggi - Sofdu Med Ljosid A
- Biggi - Reason to Grow
- Biggi - Perfect Sunday

2002年
- Robot Finger (as Flow Creator)
- Ikara (as Flow Creator)

2001年
- Bomb the Bass - Fast w/Shawn Lee
- Bomb the Bass - Clear Cut w/Lali Puna

1999年
- Bomb the Bass - Lost Your Soul
- Bomb the Bass - Disco Bob w/Justin Warfield

1998年
- Bomb the Bass - Don't Make Me Wait (1998 Remix)
- Depeche Mode - Only When I Lose Myself
- Curve - Sweetback
- Curve - Something Familiar
- Curve - Recovery
- Curve - Killer Baby
- Curve - Dirty High
- Curve - Coming Up Roses
- Alpha - Sometime Later (remix)

1997年
- Depeche Mode - Ultra (album)
- Depeche Mode - The Bottom Line
- Depeche Mode - It's No Good
- Depeche Mode - Insight
- Depeche Mode - Home
- Depeche Mode - Barrel of a Gun

1996年
- One Inch Punch - Secrets of the One Inch Punch (album)

1995年
- David Bowie - Hearts Filthy Lesson (remix)
- Gavin Friday - Shag Tobacco (album)
- Gavin Friday - Caruso
- Gavin Friday - Angel

1994年
- Gavin Friday & Bono - In the Name of the Father
- Sinéad O'Connor - You Made Me the Thief of Your Heart
- Sinéad O'Connor - Fire On Babylon
- Sinéad O'Connor - Famine
- Sinéad O'Connor - Thank You For Hearing Me
- Massive Attack - Sly (remix)
- Bomb the Bass - Clear (album)
- Bomb the Bass - Empire w/B Zephaniah & Sinéad O'Connor
- Bomb the Bass - Dark Heart w/Spikey Tee
- Bomb the Bass - Bug Powder Dust w/Justin Warfield
- Bomb the Bass - Brain Dead w/Justin Warfield

1993年
- Björk - Play Dead (remix)

1992年
- Cheb Khaled - Didi (remix)

1991年
- Bomb the Bass - Winter in July w/Loretta Heywood
- Bomb the Bass - Unknown Territory (album)
- Seal - Krazy

1988年
- Neneh Cherry - Manchild
- Neneh Cherry - Buffalo Stance
- Bomb the Bass - Into the Dragon (album)
- Bomb the Bass - Don't Make Me Wait
- Bomb the Bass - Megablast
- Bomb the Bass - Beat Dis

## 参照
1. ↑  Malins, Steve (2006年). “Depeche Mode: Black Celebration”. Andre Deutsch
2. ↑  “Tim Simenon: q&a”.  Steve Jansen (2008年2月10日). 2008年2月10日閲覧。
3. ↑  “Electric Tones is...”.  Electric Tones (2008年1月1日). 2008年1月1日閲覧。